# Maxime Picat
Maxime Picat est un ingénieur et chef d'entreprise français, né le 26 mars 1974 à Schiltigheim (Bas-Rhin). Il est directeur de la région Enlarged Europe au sein du groupe Stellantis depuis Février 2021.

## Carrière
Né au printemps 1974 d'un père entrepreneur du bâtiment, après une classe préparatoire au lycée privé Sainte-Geneviève, Maxime Picat obtient en 1998 un diplôme d'ingénieur civil à l’École des mines de Paris. Il intègre immédiatement le Groupe PSA, à 24 ans, débutant à l'usine de Mulhouse. Trois ans plus tard, il est nommé responsable du projet d'industrialisation de la Citroën C4, puis rejoint l'usine de Sochaux en 2004, où il devient responsable de fabrication de l’usine de montage. Alors que PSA s'intéresse de plus en plus à ses débouchés en Chine, il est nommé en novembre 2007 directeur du site de production de Wuhan, détenu par la coentreprise Dongfeng Peugeot-Citroën Automobiles (DPCA).
Il passe ensuite directeur général adjoint de DPCA, poste qu'il occupe d’août 2008 à janvier 2011. Il y privilégie la conception et la production locales de gammes Peugeot et Citroën spécifiques pour l'Asie, avec succès puisque les ventes font plus que doubler durant cette période. Sa réussite le conduit logiquement à accéder au poste de directeur général de DPCA, qu'il ne gardera toutefois qu'un an. Le 3 septembre 2012, Peugeot annonce en effet sa nomination au titre de directeur général de la marque, à une époque où le groupe PSA rencontre de graves difficultés financières. Il prend ses fonctions dès le mois suivant, en remplacement de Vincent Rambaud, en poste depuis avril 2010 et parti pour raisons personnelles.
Sous sa direction, Peugeot entame une restructuration de sa gamme, en simplifiant notamment la nomenclature (x08 pour les berlines, x008 pour les SUV), et réduisant le nombre de silhouettes qu'elle propose. La marque s'appuie dorénavant surtout sur cinq « piliers » que sont les 208, 2008, 308, 3008 et les utilitaires. La stratégie semble payante puisqu'à fin 2015, la marque se félicite de progressions notables sur ses deux marchés de prédilection, l'Europe et la Chine. En outre, chargé de la montée en gamme de Peugeot, Picat parvient progressivement à tirer la proportion des ventes vers le haut de gamme, connu pour dégager de meilleures marges.
Le 28 juillet 2016, il est annoncé à la direction du Groupe PSA pour la région Europe. Il intègre à cette occasion le Directoire du Groupe, en lieu et place de Grégoire Olivier. C'est Jean-Philippe Imparato qui prend la relève à la tête de la marque Peugeot, à partir du 1er septembre 2016.